# Juri Wassiljewitsch Silantjew

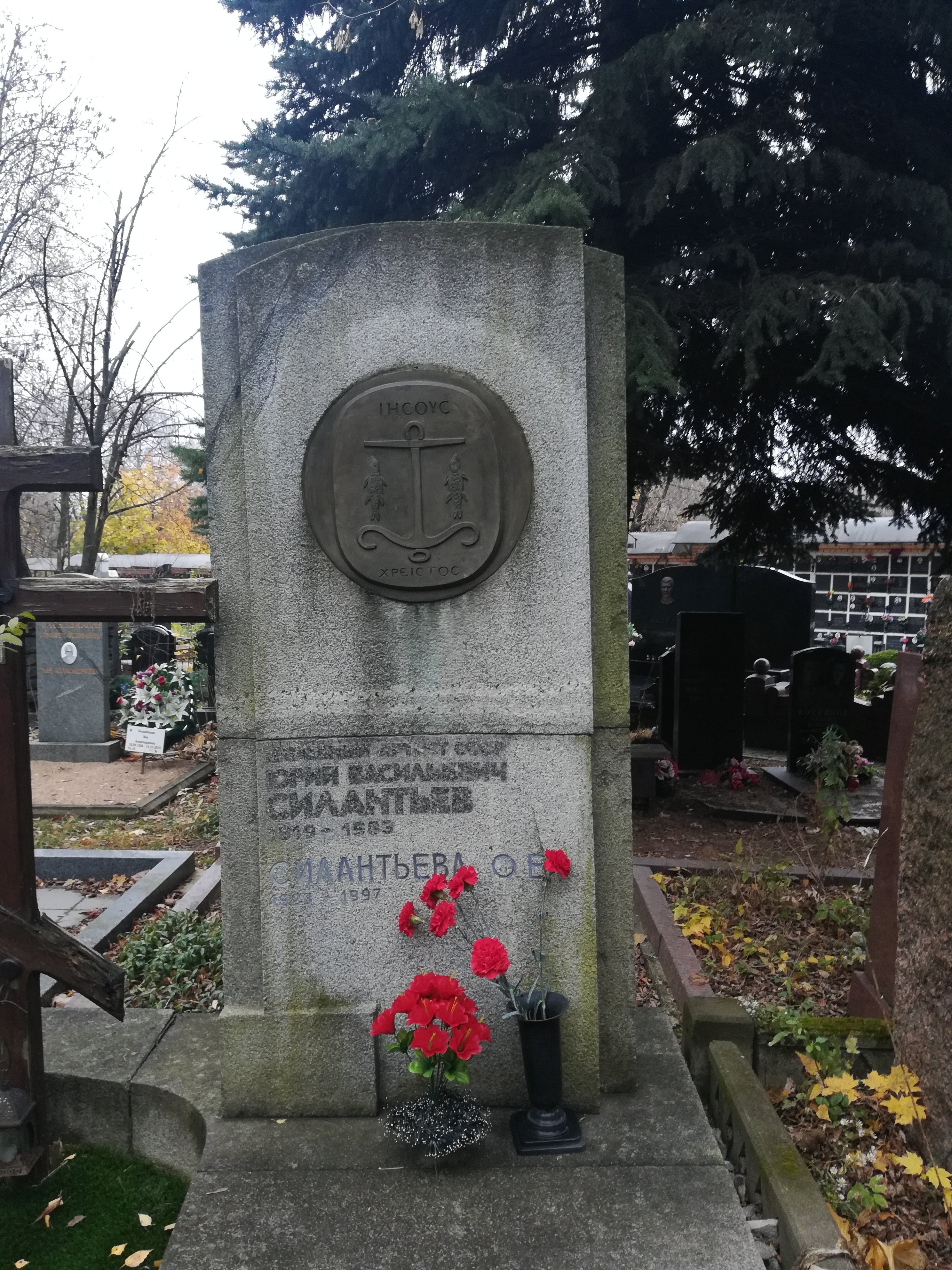
Grabstätte Silantjews in Moskau

Juri Wassiljewitsch Silantjew (russisch Юрий Васильевич Силантьев; * 10. April 1919 in der Siedlung Promsino, heute Surskoje in der russischen Oblast Uljanowsk; † 8. Februar 1983 in Moskau) war ein russischer und sowjetischer Dirigent und Komponist. Er war von 1953 bis 1957 Konzertmeister und assistierender Dirigent des Moskauer Philharmonischen Orchesters, anschließend von 1958 bis zu seinem Tod 1983 Leiter des Orchesters des zentralen Fernsehens und Allunions-Radios. Er war durch Fernseh- und Radioübertragungen in der ganzen Sowjetunion bekannt, unter anderem als Dirigent des populären Jahresend-Konzerts Lied des Jahres.
Sein damaliges Fernseh- und Radio-Orchester besteht heute noch und trägt seit 1999 seinen Namen (russ. Академический Большой концертный оркестр имени Ю. В. Силантьева). Silantjew spielte auch die Musik zu bekannten Spielfilmen ein, z. B. zu Vorsicht, Autodieb! (1966) und Siebzehn Augenblicke des Frühlings (1973). In der DDR erschien 1974 unter der Marke Amiga eine Schallplatte mit dem Titel Granada, auf der Silantjew mehrere Stücke dirigierte. Er komponierte auch eine Reihe sinfonischer Werke. Juri Silantjew starb unerwartet mit 63 Jahren am Abend nach Aufnahmen im Moskauer Fernseh-Konzertstudio.
Während seines Schaffens wurde er unter anderem als Volkskünstler der RSFSR (1968) und als Volkskünstler der UdSSR (1975) ausgezeichnet.
| Personendaten    | Personendaten                                      |
| ---------------- | -------------------------------------------------- |
| NAME             | Silantjew, Juri Wassiljewitsch                     |
| ALTERNATIVNAMEN  | Силантьев, Юрий Васильевич (russisch)              |
| KURZBESCHREIBUNG | russischer und sowjetischer Dirigent und Komponist |
| GEBURTSDATUM     | 10. April 1919                                     |
| GEBURTSORT       | Oblast Uljanowsk                                   |
| STERBEDATUM      | 8. Februar 1983                                    |
| STERBEORT        | Moskau                                             |